# Bacchi Wapen

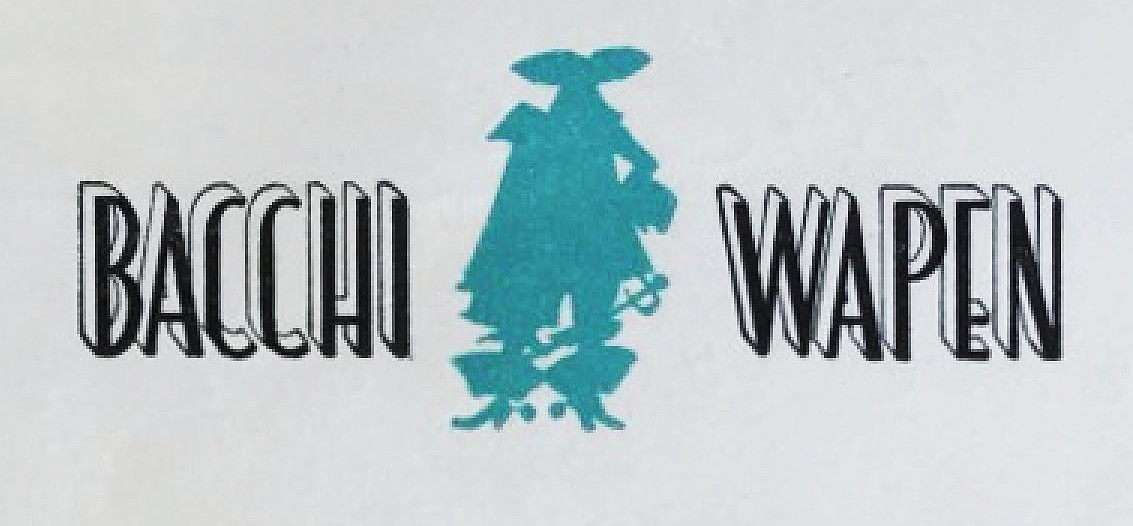
Krogens logo från 1955.

Bacchi Wapen var en restaurang, showkrog och kabarélokal belägen på Järntorgsgatan 5 i Gamla stan i Stockholm.

## Historik

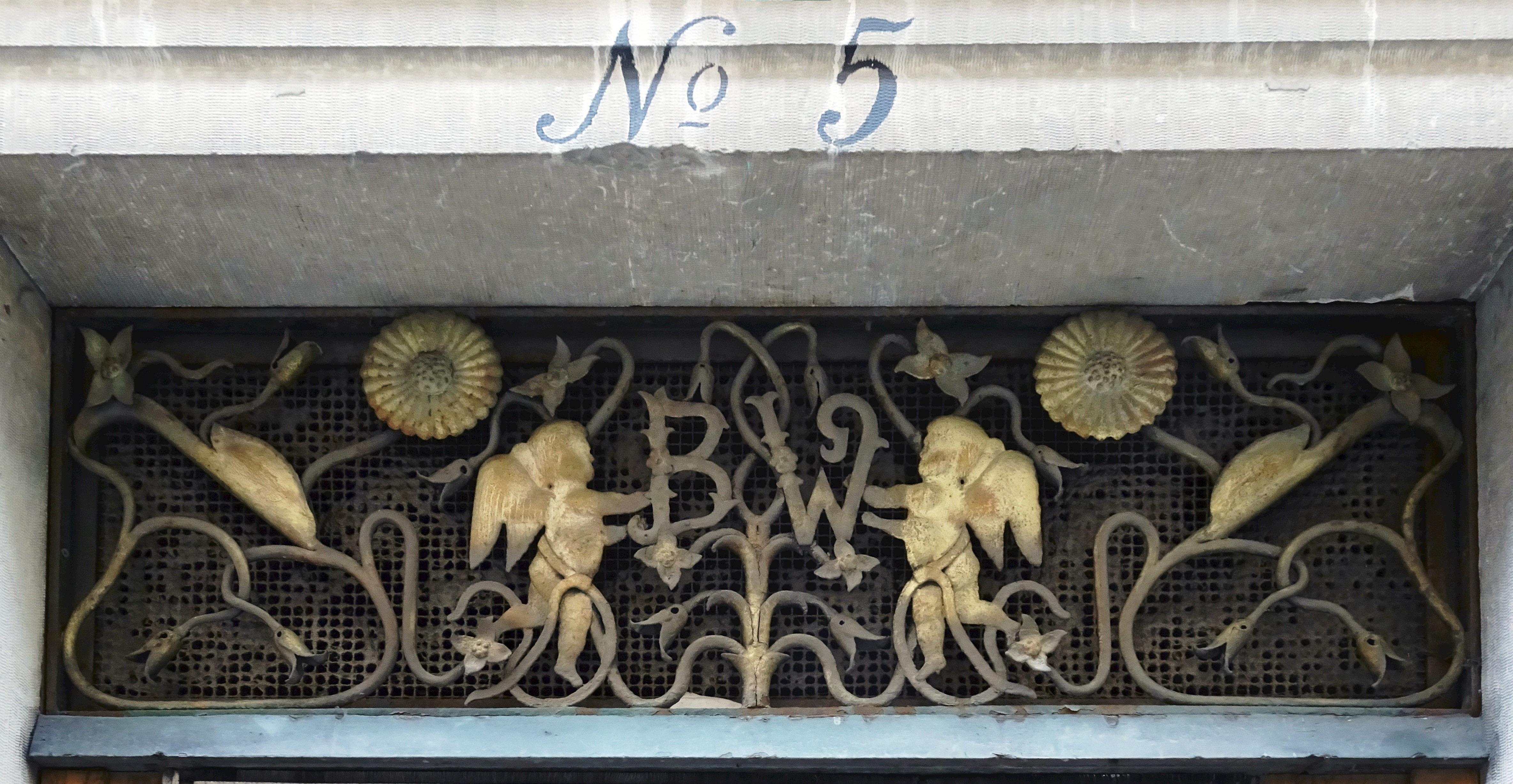
"B" och "W" över porten nr 5.

Föregångaren till Bacchi Wapen var Källaren Hoppet som öppnades 1813 av vinskänken Adolph Ludvig Simon vid Järntorgsgatan 61 (nuvarande nr 5) och hörnet Södra Dryckesgränd 4. Källaren Hoppet blev senare omdöpt till Bacchi Wapen som syftar på vinguden Bacchus. 
Nuvarande byggnad uppfördes 1940 sedan man rivit det förfallna huset från 1600-talet som stod på tomten. Bacchi Wapen återuppstod i bottenvåningen och i de gamla, bevarade källarvalven. Arkitekt var Ernst Grönwall. Bacchi Wapen innehades under perioden 1940-1953 av källarmästare Julius Carlsson.
Krogen drevs under många år av Hasse Wallman och Bosse Parnevik. Många kända artister uppträdde på Bacchi Wapen, bland andra Lill-Babs, Lill Lindfors, Jan Malmsjö, Sylvia Vrethammar, Hjördis Petterson, Lars Berghagen, Rockfolket, Laila Westersund, Maritza Horn, Gösta Linderholm, Sveriges Jazzband, Bernt Dahlbäck, Cornelis Vreeswijk, Eva Rydberg, Ewa Roos, Jarl Borssén, Owe Thörnqvist och Kalle Sändare.
Bacchi Wapen gick i konkurs 2002 men öppnades igen 2004 under namnet Bacchi Bar, och öppnades åter 2007 som mix/gaykrogen Pigalle. Sedan år 2019 finns Bacchi's Pub & Restaurang - Sportbar i Gamla Stan i dessa lokaler. Över porten Järntorgsgatan 5 påminner en jugendinspirerad utsmyckning med två putti som håller initialerna "B" och "W" om den tidigare verksamheten.

## Historiska bilder

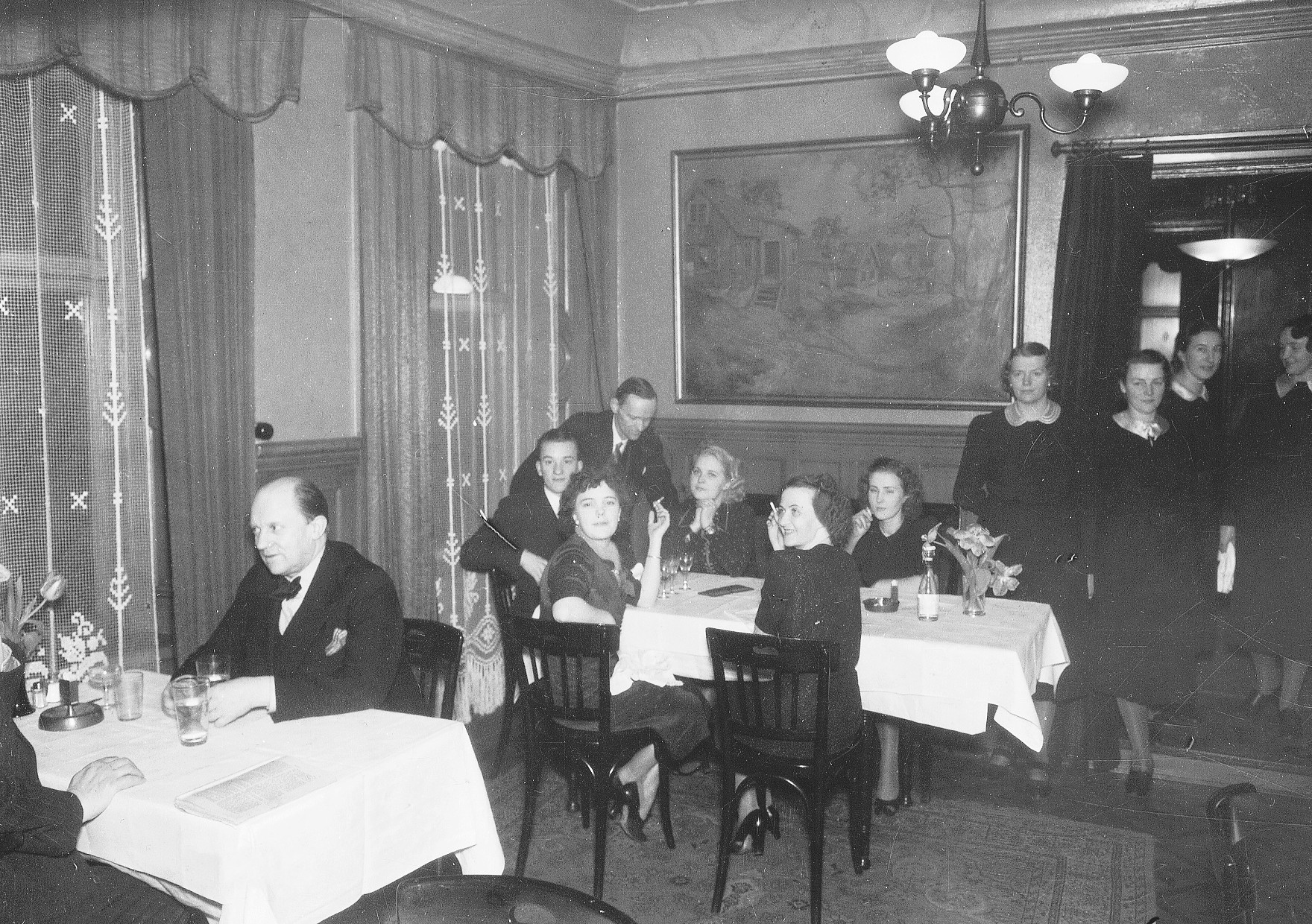
Restaurangen 1939
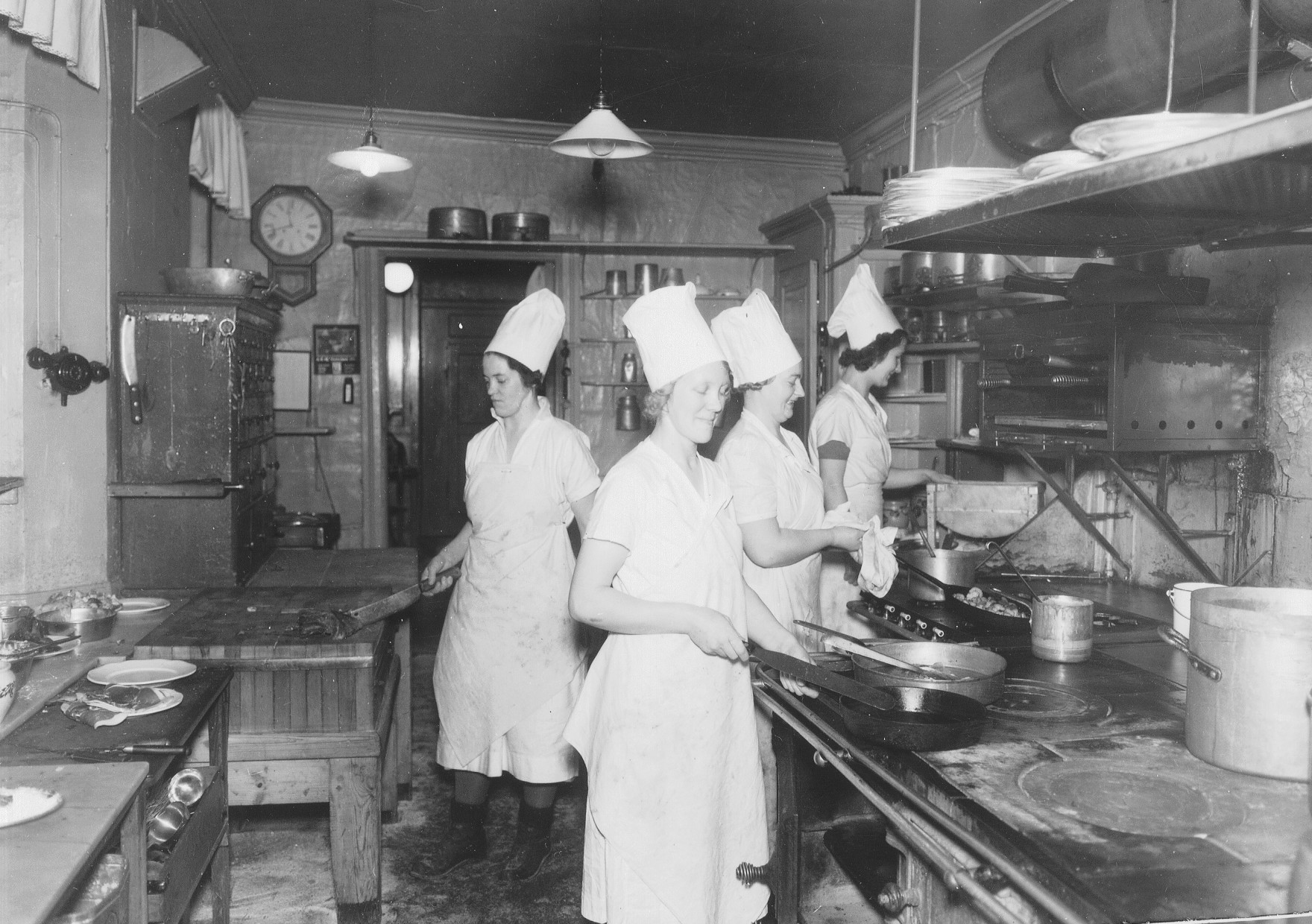
Köket 1939
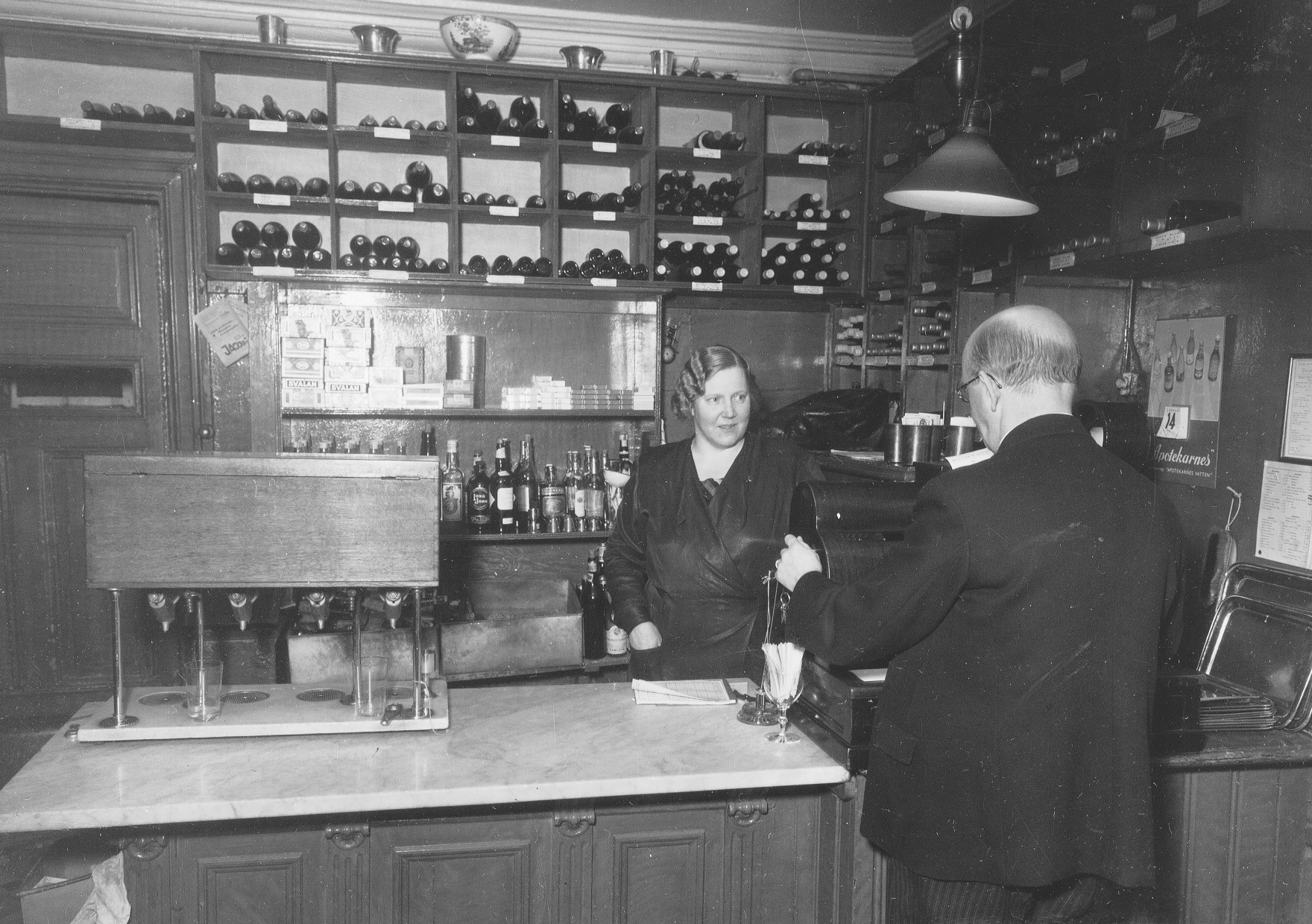
Baren 1939
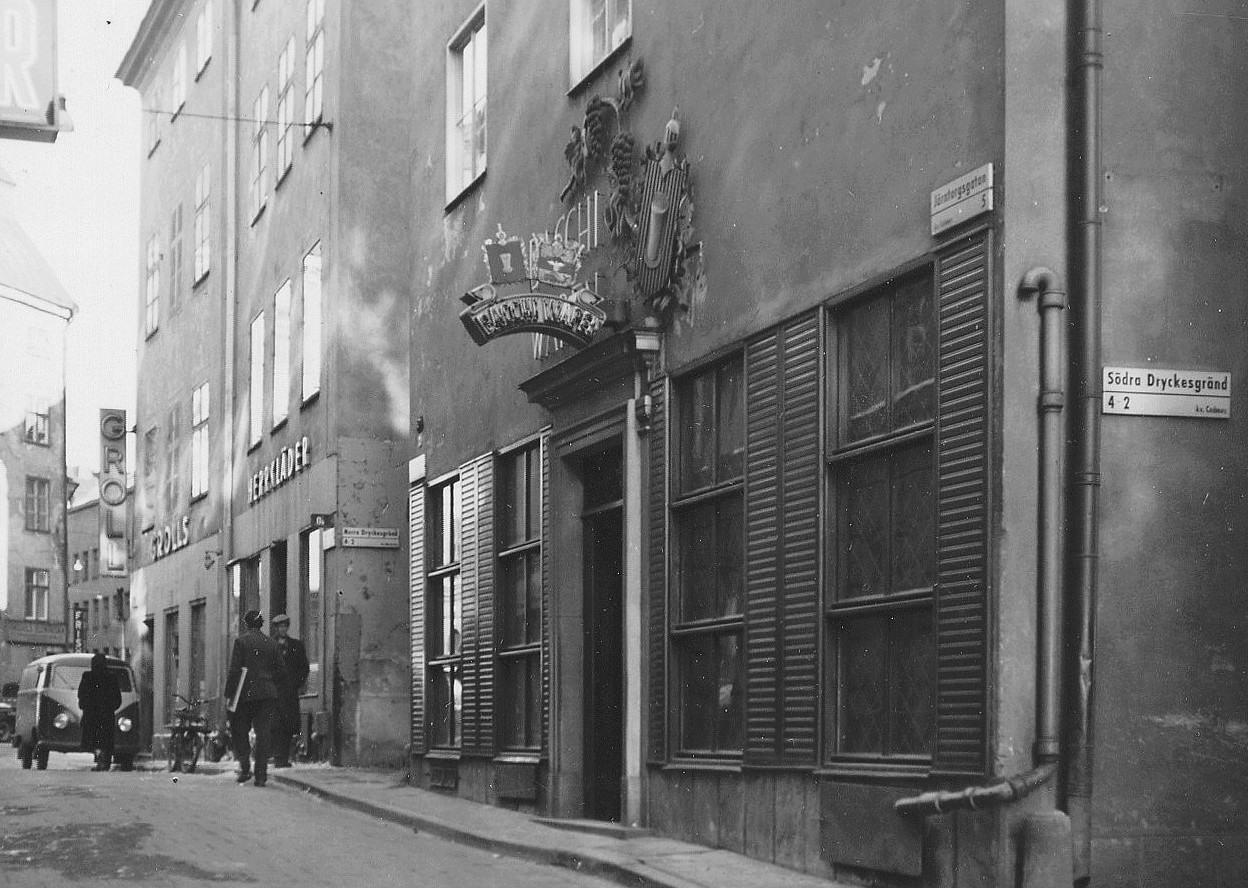
Bacci Wapens entré, 1953

### Fotnoter
1. ↑  Hasselblad, Björn; Lindström, Frans (1979). Stockholmskvarter: vad kvartersnamnen berättar. Stockholm: AWE/Geber. sid. 14. Libris 7219146. ISBN 91-20-06252-4
2. ↑  Grönwall, Ernst. ”Bostadsrättsföreningen solhjulet”. solhjulet.se. Arkiverad från originalet den 16 oktober 2014. https://web.archive.org/web/20141016002029/http://www.solhjulet.se/index.php/arkitekten-ernst-groenwall. Läst 26 januari 2016.
3. ↑  Vem är det: Svensk biografisk handbok / 1957 /